# Opel Senator
O Senator é um automóvel de luxo produzido pela Opel, uma subsidiária da General Motors na Alemanha, no período de 1978 a 1994.
A primeira geração, Senator A, foi fabricada até 1986, e eram oferecidas versões sedã e coupê. 
A versão coupê, chamada Opel Monza, nada tem em comum com o Chevrolet Monza vendido no Brasil. 
O Senator A compartilhava a mesma plataforma com o Opel Rekord D, também vendido somente na Europa.
A segunda geração, Senator B, lançada em 1987 em versão sedã somente. Era basicamente um Opel Omega com a carroceria alongada e outro estilo de frente e traseira, com diferentes faróis, pára-choques e lanternas. Compartilhava a mesma mecânica e motores 6-cilindros em linha.
Esta geração durou até 1994, quando o Opel Omega B foi lançado na Europa. 
A Opel decidiu retirar o Senator pelo fato do Omega já ocupar satisfatoriamente o segmento de sedãs de luxo.
O Opel Senator B deu origem ao australiano Holden Caprice.